# Whole Earth Catalog
Whole Earth Catalog fue un fanzine contracultural fundado por Stewart Brand y con varios números anuales entre 1968 y 1972 y a partir de ahí de forma esporádica hasta 1998, en California, Estados Unidos, que ofrecía herramientas, sugerencias y estrategias para optimizar la vida cotidiana. 
Diversos autores lo consideran un precursor en papel de los buscadores de internet como Google o incluso de la propia Internet por su intención de poner al alcance del lector «todo» el conocimiento generado por la humanidad. 
Entre la información que se podía encontrar en él había resúmenes de textos científicos, guías de vida, recetas de cocina vegetariana, artículos sobre misticismo hindú, budista y New Age, tutoriales de DIY, consejos para la protección del medio ambiente, entre otras peculiaridades. Entre las ideas concretas que se llegaron a discutir en sus páginas está la de la computadora personal, idea adelantada para la época. Los textos eran escritos por los mismos lectores y comentados por el mismo público en la edición posterior.
Su visión crítica y ecologista lo hicieron ganador en 1972 del National Book Award. 
Steve Jobs lo consideraba la «Biblia» de su generación.
A pesar de la etiqueta de fanzine que recibe el Whole Earth Catalog, la cual se relaciona con una publicación de bajo tiraje, en 1971 se llegaron a publicar cerca de un millón de ejemplares.

## The Well
En 1985 surge la versión en línea del Whole Earth Catalog bajo el nombre de The Whole Earth' Lectronic Link o simplemente The Well, creada por Stewart Brand y Larry Brilliant, un médico y empresario que había sido parte de la Hog Farm, una comuna hippie nudista. 
Mientras que para Brand es uno más de los proyectos derivados del fanzine - como la revista Whole Earth Review - donde se discuten temas de tecnología y política, para Brillant se trata de algo tan simple como juntar a un grupo de personas con acceso a una computadora y un módem y darles los medios para que se mantengan en comunicación. Brilliant se encarga entonces de la inversión para proveer las herramientas técnicas y Brand de juntar a las personas que participarán en el grupo.
El intercambio de ideas y la identidad de las personas que participan en The Well cobran tanta importancia que es alrededor de este grupo que surge por primera vez el término de "comunidad virtual" cuando en 1987 el periodista Howard Rheingold escribe sobre su experiencia en ella. 
Aunque sus miembros consideran que se trata de una comunidad incluyente y plural que se enfrenta a los estándares sociales y que busca extender las luchas e ideas que reivindicaba el movimiento hippie, lo cierto es que sus participantes son mayoritariamente hombres blancos californianos parte de la generación de los baby boomers, con educación universitaria y que comparten códigos culturales y antecedentes de vida similares.